# Монолог над безоднею
«Монолог над безоднею» — науково-фантастичний роман українського радянського письменника Віктора Савченка, вперше надрукований 1984 року в збірнику «Консульська вежа» (разом з однойменним романом). У 1989 році роман перевидали на сторінках антології «Сучасна фантастична повість».
Твір описує спроби генетика Віктора Негуренка відтворити препарат, який повертає молодість. Але оскільки він не знає точного складу, яким володів винахідник препарату, то омолодження виявляється дефективним. Негуренко попри все мріє повернути справжню молодість якщо не собі, то іншим людям.

## Сюжет
Генетик Нестор Коваленко винайшов препарат «ювенал», який значно подовжує життя. Проте його було випробувано лише на лабораторних мишах. Записи про ці експерименти знаходить оповідач, Віктор Негуренко, та студент Пилипчук. Є численні нотатки про перебіг досліджень, але жодних згадок про склад «ювеналу». Потім оповідач здогадується, що «ювенал» аналогічний препарату іншого вченого, Ісмаїла Гусейнова. З листуванням між дослідниками він довідується, що Гусейнов успішно випробував препарат на собі. Але Гусейнов помер два роки тому, незадовго після Коваленка. Віктор лише приблизно уявляє склад «ювеналу», але вирішує поставити експеримент на собі. Пилипчук жартує, що використання препарату нагадує угоду з дияволом, за яку доведеться поплатитися.
Препарат омолоджує Віктора, та він побоюється, що тепер його не впізнають, зокрема його кохана Оксана. Віктор міркує, що якби всі люди могли жити довше, то людство стало би більш мирним і розважливим. Але згодом він виявляє побічний ефект: «ювенал» прискорює старіння шкіри і вона нагадує шкіру рептилії (обличчя останнім зазнає таких змін), тому її потрібно регулярно зволожувати. Також є зворотний наслідок омолодження: Віктор стає емоційним, як підліток.
Оксана приймає Вікторові зміни і вчений надихається цим на продовження досліджень. Він встановлює, що препарат у цілому подіяв так, як планувалося, прискоривши поділ клітин. Він просить аспірантів відтворити препарат Гусейнова, але після близькості з Оксаною боїться, що препарат вплине на їхнього ще ненародженого сина. Ректор Микола Петрович критикує мрії про довгожителів, зауважуючи, що існування таких людей посилить розшарування суспільства. Віктор вирішує спробувати вилікувати зміни шкіри дією сонячного ультрафіолетового випромінювання. З Оксаною він вирушає до моря, де відчуває потяг до води та зникає в ній. Останні випробування «ювеналу» дають різні результати на піддослідних тваринах, але лишають надію, що препарат може не тільки вбити чи спотворити, а й повернути справжню молодість.